# Liste des compagnies de tramways aux États-Unis
La liste des compagnies de tramways aux États-Unis, concerne les entreprises gérant des réseaux de tramways aux États-Unis.
Il s'agit d'une liste de toutes les compagnies ayant déposé une demande de concession auprès des commissions des services publics (Public Utility Commission) et non des réseaux exploités. Cette liste comprend donc des compagnies ayant réellement exploité des réseaux de tramways, mais également celles qui ne purent parvenir à leurs fins. On trouvera également des compagnies qui n'ont existé que pour la construction de lignes.
Il s'agit souvent de filiales de compagnies exploitantes qui n'étaient pas habilitées de par leurs statuts à entreprendre de nouvelles constructions. Ces compagnies fusionnaient souvent avec la maison-mère dans les années qui suivaient la mise en service de leurs lignes. D'autres encore construisaient une ligne qu'elles louaient à une compagnie plus importante dès son ouverture au public. Pour chaque compagnie, il est indiqué la date de sa constitution, la ville où se situe son siège, la nature de son exploitation ou de sa concession (réseau ou ligne urbaine, suburbain, interurbain), ainsi que le kilométrage, écartement de la voie, type de traction utilisé, à chaque fois que ces informations sont connues.

## Alabama
| Compagnie                                 | Constitution Siège     | Consistance du réseau                            | Type de Traction | Kilométrage | Écartement | Notes (fusion, absorption, etc.)                                      |
| ----------------------------------------- | ---------------------- | ------------------------------------------------ | ---------------- | ----------- | ---------- | --------------------------------------------------------------------- |
| Alabama City, Gadsden & Attalla Railroad  | 1900, Birmingham       |                                                  | Électrique       | 21,5 km     |            | ?                                                                     |
| Alabama Power                             | 1923, Birmingham       | Montgomery City                                  | Électrique       | ?           | ?          | 1936, Montgomery City Lines                                           |
| Anniston Electric                         | 1896, Anniston         |                                                  | Électrique       | 2,7 km      | ?          | ?                                                                     |
| Avenue A Railway                          | 188?, Birmingham       | Pose des voies dans ladite avenue à Birminghan   | Hippomobile      | ? km        | ?          | En faillite avant le commencement de l'exploitation.                  |
| Birmingham-Ensley Railway                 | 1887, Birmingham       | ligne à Ensley                                   | Hippomobile      | ? km        | ?          | aucune exploitation.                                                  |
| Birmingham & Pratt Mines Railroad Company | 1886, Birmingham       | lignes urbaines de Birmingham                    | Hippomobile      | ? km        | 1 435 mm   | 10.05.1887, absorption dans Birmingham Union Railway Company          |
| Birmingham Street Railway Company         | 1884, Birmingham       | lignes urbaines de Birmingham                    | Hippomobile      | ? km        | 1 435 mm   | 10.05.1887, absorption dans Birmingham Union Railway Company          |
| Birmingham Union Railway Company          | 10.05.1887, Birmingham | lignes urbaines de Birmingham                    | Hippomobile      | ? km        | 1 435 mm   | 1890, absorption dans Birmingham Railway & Electric Company           |
| Smithfield Land Co.                       | 188?, Birmingham       | Pose de voies pour desservir un nouveau quartier | Hippomobile      | ? km        | ?          | Droits cédés au Bessemer et Birmingham Railroad. Aucune exploitation. |
| Western Valley Street Railway             | 1891, Birmingham       |                                                  |                  | 6,4 km      | ?          | ?                                                                     |

## Arizona
| Compagnie                        | Constitution Siège | Consistance du réseau | Type de Traction                   | Kilométrage | Écartement | Notes (fusion, absorption, etc.)               |
| -------------------------------- | ------------------ | --------------------- | ---------------------------------- | ----------- | ---------- | ---------------------------------------------- |
| Douglas Street Railway           | 1905, Douglas      |                       | Électrique                         | 14,5 km     | ?          | 1911, devient Douglas Traction & Light Company |
| Douglas Traction & Light Company | 1911, Doulas       |                       | Électrique                         | 14,5 km     | ?          |                                                |
| Phoenix City Railway             | 1882, Phoenix      |                       | Hippomobile puis Électrique (1893) | 25,7 km     | ?          | devient Phoenix Railway en 1900                |
| Phoenix Railway                  | 1900, Phoenix      |                       | Électrique                         | 48,0 km     | ?          | devient Phoenix Street Railway en 1925         |
| Phoenix Street Railway           | 1925, Phoenix      |                       | Électrique                         | ? km        | ?          | 1948, suppression des tramways                 |
| Warren-Bisbee Railway            | ?, Warren          |                       | Électrique                         | 12,9 km     | ?          |                                                |

## Arkansas
| Compagnie                   | Constitution Siège | Consistance du réseau | Type de Traction | Kilométrage | Écartement | Notes (fusion, absorption, etc.) |
| --------------------------- | ------------------ | --------------------- | ---------------- | ----------- | ---------- | -------------------------------- |
| Argenta Street Railway      | ?, Argenta         |                       | Électrique       | 11,2 km     | ?          |                                  |
| Wiley Jones Street Car Line | ?, Pine Bluff      |                       |                  | 8,0 km      | ?          |                                  |

## Californie
| Compagnie                                   | Constitution Siège | Consistance du réseau | Type de Traction | Kilométrage | Écartement | Notes (fusion, absorption, etc.) |
| ------------------------------------------- | ------------------ | --------------------- | ---------------- | ----------- | ---------- | -------------------------------- |
| Alameda, Oakland & Piemont Electric Railway | 1870, Alameda      |                       |                  | 37,0 km     | ?          | 1897, Oakland Transit            |
| Woodland Street Railway                     | 1888, Woodland     |                       |                  | 1,6 km      | ?          |                                  |

## Colorado
| Compagnie                              | Constitution Siège | Consistance du réseau | Type de Traction | Kilométrage | Écartement | Notes (fusion, absorption, etc.) |
| -------------------------------------- | ------------------ | --------------------- | ---------------- | ----------- | ---------- | -------------------------------- |
| Arkansas Valley Railway, Light & Power | 1911, Pueblo       |                       |                  | ? km        | ?          | 1922, Southern Colorado Power    |
| West End Street Railway                | 1890, Denver       |                       |                  | 16,5 km     | ?          | 1899, Denver City Tramway        |

## Connecticut
| Compagnie                                            | Constitution Siège                                       | Consistance du réseau      | Type de Traction            | Kilométrage                | Écartement | Notes (fusion, absorption, etc.) |
| ---------------------------------------------------- | -------------------------------------------------------- | -------------------------- | --------------------------- | -------------------------- | ---------- | --- |
| Attawaugan Street Railway                            | 27 juillet 1909                                          |                            |                             | non construit              |            | droits renouvelés les 21.04.1915; 7.05.1917 et 19.04.1919 ; dissolution                                                                   |
| Berlin Street Railway                                | 27 juillet 1909                                          |                            |                             | non construit              |            | droits échus, dissolution |
| Birmingham & Ansonia Horse Rail Road                 | 27 juillet 1876                                          |                            | Hippomobile                 | ? km                       | 1 435 mm   | 30.06.1893, devient Derby & Ansonia Street Railway                                                                                        |
| Bloomfield, Tariffville & East Granby Tramway        | 7 avril 1897                                             |                            |                             | non construit              |            | droits échus, dissolution |
| Brandford Electric Railway                           | 12 mai 1897, New Haven                                   |                            |                             | non construit              |            | droits échus, dissolution |
| Brandford Lightning & Power Company                  | 1891 & mars 1895, Brandford                              |                            | Électrique                  | 13,0 km                    | 1 435 mm   | lignes exploitées par le Fair Haven & Westville Rail Road; 19.09.1905, rachetée par la Consolidated Railway Company                       |
| Bridgeport Horse Railroad                            | 30 juin 1864, Bridgeport                                 |                            | Hippomobile                 | 12,0 km                    | 1 435 mm   | 28.06.1893, fusion avec East End Railway, devient Bridgeport Railway                                                                      |
| Bridgeport Railway                                   | 28 juin 1893, Bridgeport                                 |                            |                             | ? km                       |            | Entreprise formée pour la fusion de deux compagnies antérieures, devient Bridgeport Traction le même jour.                                |
| Bridgeport Traction                                  | 28 juin 1893, Bridgeport                                 |                            | Électrique                  | 92,2 km                    |            | 10.01.1901, rachetée par la Connecticut Railway & Lighning Company                                                                        |
| Bridgeport & Danbury Electric Railway                | 25 juin 1907                                             |                            |                             |                            |            | |
| Bridgeport & West Stratford Horse Rail Road          | 22 avril 1885, Bridgeport                                |                            | Hippomobile                 | ? km                       | 1 435 mm   | 9.05.1889, devient East End Railway |
| Bristol & Plainville Tramway                         | 14 juin 1893, Bristol                                    |                            | Électrique                  | 19,9 km                    |            | |
| Bucks Hill Horse Rail Road                           | 26 avril 1889, Waterbury                                 |                            | Hippomobile                 | ? km                       |            | droits échus, dissolution |
| Canaan & Berkshire Tramway                           | 9 juin 1899                                              |                            | Électrique                  |                            | 1 435 mm   | 6.06.1911, exploité par le Berkshire Street Railway                                                                                       |
| Central Railway & Electric                           | 15 juin 1893, New Britain                                |                            | Électrique                  | 26,5 km                    |            | 1899, incorporée à la Connecticut Lightning & Power Company                                                                               |
| Cheshire Street Railway                              | 22 juin 1895(C) & 17.06.1901(O), New Britain             |                            | Électrique                  | 11,2 km                    | 1 435 mm   | 1904, vendue à la Connecticut Railway & Lighning Company                                                                                  |
| Columbia Traction                                    | 20 juin 1899, Willimantic                                |                            |                             | non construit              |            | |
| Connecticut Lightning & Power Company                | 1er mars 1897, Waterbury                                 |                            | Électrique                  | 77,4 km                    |            | 10.01.1901, devient la Connecticut Railway & Lighning Company                                                                             |
| Connecticut Railway & Lighning Company               | 10 janvier 1901, New Haven                               |                            | Électrique                  | 319,0 km                   |            | 1.08.1906, loué à la Consolidated Railway Company pour 999 ans                                                                            |
| Consolidated Railway Company                         | 18 mai 1904, Torrington                                  |                            | Électrique                  | 604,6 km                   |            | 1.08.1906, lignes loués à la Connecticut Railway & Lightning Company                                                                      |
| Crystal Lake Railway                                 | 22 mai 1905, Somers                                      |                            |                             | non construit              |            | droits échus, dissolution |
| Danbury & Bethel Horse Railroad                      | 31 mars 1885, Danbury                                    |                            | Hippomobile                 | 10,8 km                    | 1 435 mm   | 7.05.1886, devient Danbury & Bethel Street Railway                                                                                        |
| Danbury & Bethel Street Railway                      | 7 mai 1886, Danbury                                      |                            | Hippomobile puis Électrique | 18,8 km                    |            | 13.05.1919, devient Danbury & Bethel Traction                                                                                             |
| Danbury & Bethel Traction                            | 13 mai 1919, Danbury                                     |                            | Électrique                  | ?                          | 1 435 mm   | |
| Danbury & Goldens Bridge Street Railway              | 24 mars 1897, Danbury                                    |                            |                             |                            |            | 13.06.1897, fusionne avec le Goldens Bridge Electric Railway (New York); 11.06.1903, incorporé dans la Danbury & Harlem Traction Company. |
| Danbury & New Milford Street Railway                 | 30 juillet 1907 & 6.06.1913                              |                            |                             | ?                          |            | droits renouvelés le 10.05.1915 & 24.04.1917, dissolution                                                                                 |
| Danbury & Northern Electric Railway                  | 11 juillet 1907                                          |                            |                             | non construit              |            | droits échus, dissolution |
| Danbury & Sherman Street Railway                     | 31 mars 1897                                             |                            |                             | non construit              |            | droits échus, dissolution |
| Danielson & Norwich Street Railway                   | 14 mai 1901(C,O), Danielson                              |                            | Électrique                  | 7,2 km                     | 1 435 mm   | 24.01.1902, vendue au Worcester & Connecticut Street Railway - 18.05.1904, acquise par la Consolidated Railway Company                    |
| Danielson & Willimantic Railway                      | 16 mai 1917                                              |                            |                             | non construit              |            | droits renouvelés le 21.05.1919, dissolution                                                                                              |
| Derby & Ansonia Street Railway                       | 30.06.1893, Derby                                        |                            | Électrique                  | ? km                       |            | droits acquis par le Derby Street Railway                                                                                                 |
| Derby Horse Railway                                  | 19 mars 1885, Birmingham                                 |                            | Hippomobile                 | ? km                       | 1 435 mm   | 21.06.1889, devient Derby Street Railway                                                                                                  |
| Derby & New Haven Electric Railway                   | 1er juillet 1893                                         |                            | Électrique                  | non construit              |            | droits échus, dissolution |
| Derby Street Railway                                 | 21 juin 1889, Birmingham                                 |                            | Électrique                  | 11,4 km                    | 1 435 mm   | 10.01.1901, rachetée par la Connecticut Railway & Lighning Company                                                                        |
| Dixwell Avenue Electric Railway                      | 30 juin 1893, New Haven                                  |                            | Électrique                  | non construit              |            | droits échus, dissolution |
| East End Railway                                     | 9 mai 1889, Bridgeport                                   |                            | Hippomobile                 | 8,0 km                     | ?          | 28.06.1893, fusion avec Bridgeport Horse Rail Road, devient Bridgeport Railway                                                            |
| East Hartford & Glastonbury Horse Rail Road          | 30 juin 1866, Hartford                                   |                            | Hippomobile                 | 8,0 km                     | 1 435 mm   | exploité par le Hartford & Wethersfield Horse Rail Road; 19.09.1905, racheté par la Consolidated Railway Company                          |
| East Haven & Morris Cove Rail Road                   | 28 juin 1893                                             |                            | Électrique                  | ? km                       |            | droits échus, dissolution |
| East Haven & Morris Point Rail Road                  | 21 juillet 1865                                          |                            |                             | ? km                       |            | droits échus, dissolution |
| East Lyme Street Railway                             | 17.05.1899 & 7.02.1903, New London                       |                            | Électrique                  | ? km                       |            | 1.12.1904, devient New London & East Lyme Street Railway                                                                                  |
| East Windsor, Broad Brook & Rockville Street Railway | 31 mars 1897                                             |                            |                             | non construit              |            | droits échus, dissolution |
| East Windsor Electric Railway                        | 24 mars 1897                                             |                            |                             | non construit              |            | droits échus, dissolution |
| East Windsor Street Railway                          | 18 mai 1901(O), East Windsor                             |                            | Électrique                  |                            | ?          | mai 1901, vendu au Enfield & Longmeadow Electric Railway avant ouverture.                                                                 |
| Edgewood Horse Rail Road                             | 11 juillet 1871, New Haven                               |                            | Hippomobile                 | ? km                       |            | 30.06.1893, devient Edgewood Street Railway                                                                                               |
| Edgewood Street Railway                              | 30 juin 1893, New Haven                                  |                            | Électrique                  | ? km                       |            | 18.05.1904, loué au Consolidated Railway                                                                                                  |
| Enfield & Longmeadow Electric Railway                | 21.06.1893 & 11.02.1895, Thompsonville                   |                            | Électrique                  | 13,5 km                    | 1 435 mm   | janvier 1901, devient Hartford & Springfield Street Railway                                                                               |
| Enfield & Somers Tramway                             | 28 juin 1893                                             | Thompsonville à Somers     | Électrique                  | ? km                       |            | droits échus, dissolution |
| Fair Haven & Westville Rail Road                     | 20 juin 1860, New Haven                                  |                            | Hippomobile puis Électrique | 115,3 km                   | 1 435 mm   | 18.05.1904, acquise par la Consolidated Railway Company                                                                                   |
| Farmington Street Railway                            | 19 octobre 1899, Hartford                                |                            | Électrique                  | 17,3 km                    | 1 435 mm   | 10.12.1909, rachetée par la Connecticut Company                                                                                           |
| Greenwich Tramway                                    | 28 juin 1893 & 25 décembre 1895                          |                            | Électrique                  | 15,1 km                    | 1 435 mm   | 19.09.1904, rachetée par la Consolidated Railway Company                                                                                  |
| Gregory's Point Horse Rail Road                      | 13 juillet 1870, Norwalk                                 |                            | Hippomobile                 | ? km                       |            | droits échus, dissolution |
| Groton Bank Street Railway                           | 30 juin 1893                                             |                            | Électrique                  | ? km                       |            | droits échus, dissolution |
| Groton & Stonington Street Railway Company           | 11 mai 1903, Mystic                                      |                            | Électrique                  | 33,3 km                    |            | 1913, loué au Norwich & Westerly Traction                                                                                                 |
| Groton & Stonington Traction                         | 3 mai 1921, Norwich                                      |                            |                             |                            |            | fondée pour acquérir les droits du Shore Line Electric Railway à Groton et de Groton à Westerly                                           |
| Hartford & Cedar Hill Horse Rail Road                | 1er juillet 1869                                         |                            | non construit               | ? km                       |            | droits échus, dissolution |
| Hartford, Manchester & Rockville Tramway             | 6 juin 1894, South Manchester                            |                            | Électrique                  | 28,8 km                    | 1 435 mm   | 26.03.1906, rachetée par la Consolidated Railway Company                                                                                  |
| Hartford & Middleton Electric Railway                | 30 juin 1893, Hartford                                   |                            | Électrique                  | ? km                       |            | |
| Harford & Springfield Street Railway                 | janvier 1901, Thompsonville                              |                            | Électrique                  | 77,3 km                    |            | 6 mai 1925, devient Hartford & Springfield Transportation Company                                                                         |
| Hartford & Springfield Transportation Company        | 6 mai 1925                                               |                            | Électrique                  |                            |            | |
| Hartford, Stafford & Worcester Electric Railway      | avril 1897                                               |                            |                             | non construit              |            | droits échus, dissolution |
| Harford Street Railway                               | 30 juin 1893, Hartford                                   |                            | Électrique                  | 130,3 km                   | 1 435 mm   | 19.09.1905, vendue à la Consolidated Railway Company                                                                                      |
| Hartford Suburban Railway                            | 14 juin 1893                                             |                            | Électrique                  | ? km                       |            | ce nom apparait sur les trams du Hartford & West Harford Street Railway, mais n'est jamais repris par les documents officiels de l'État.  |
| Hartford & Torrington Tramway                        | 14 avril 1897                                            |                            |                             | non construit              |            | droits échus, dissolution |
| Hartford & West Hartford Horse Railroad              | 1er juillet 1863, Hartford                               |                            | Hippomobile                 | 15,6 km                    | 1 435 mm   | 1891, devient Hartford & West Hartford Street Railway                                                                                     |
| Hartford & West Hartford Street Railway              | 1891 & 30.06.1893, Hartford                              |                            | Hippomobile                 | 15,6 km                    | 1 435 mm   | 19.10.1899, vendue aux enchères à la Farmington Street Railway Company                                                                    |
| Hartford & Wethersfield Horse Railroad               | 18 juin 1859, Hartford (Cie organisée le 9 juillet 1862) |                            | Hippomobile                 | ? km                       | 1 435 mm   | 30.06.1893, devient Hartford Street Railway                                                                                               |
| Hartford & Worcester Street Railway                  | 7 août 1901                                              |                            |                             | non construit              |            | droits échus, dissolution |
| Highland Street Railway                              | 25 juillet 1907, Norwalk                                 |                            |                             | non construit              |            | droits échus, dissolution |
| Lake Saltonstall Railway                             | 28 juin 1893, New Haven                                  |                            | Électrique                  | ? km                       |            | |
| Lebanon Street Railway                               | 18 juillet 1905                                          |                            |                             | non construit              |            | droits échus, dissolution |
| Lisbon, Griswold & Voluntown Street Railway          | 29 juin 1893                                             |                            |                             | non construit              |            | droits échus, dissolution |
| Litchfield & Torrington Tramway                      | 7 juin 1901                                              |                            |                             | non construit              |            | droits échus, dissolution |
| Lordship Park Association                            | 1915                                                     |                            |                             | non construit              |            | droits renouvelés les 27.03.1917, 28.03.1919, 19.05.1921 & 2.06.1923, dissolution                                                         |
| Lordship Railway Company                             | 16 mai 1917                                              |                            |                             | non construit              |            | droits renouvelés les 28.03.1919, 19.05.1921, 2.06.1923 & 13.07.1925, dissolution                                                         |
| Meriden Electric Railroad                            | 21 mars 1895, Meriden                                    |                            | Électrique                  | 34,9 km                    | 1 435 mm   | 18.05.1904, acquise par la Consolidated Railway Company                                                                                   |
| Meriden & Hanover Horse Rail Road                    | 31 mai 1869                                              |                            | Hippomobile                 | ? km                       |            | droits échus, dissolution |
| Meriden Horse Rail Road                              | 23 juin 1876 & 30 mars 1886, Meriden                     |                            | Hippomobile                 | 8,0 km                     | 1 435 mm   | 21.03.1895, devient le Meriden Electric Rail Road                                                                                         |
| Meriden, Southington & Compouce Tramway              | 7 avril 1897, Milldale                                   |                            | Électrique                  | 20,9 km                    | 1 435 mm   | |
| Meriden Street Railway                               | 30 mars 1886                                             |                            | Hippomobile                 | ? km                       |            | 31.03.1895, Meriden Electric Railroad |
| Middleton Horse Rail Road                            | 22 juin 1871, Middleton                                  |                            | Hippomobile                 | 5,2 km                     | 1 435 mm   | 21.06.1895, devient Middleton Street Railway                                                                                              |
| Middleton & Meriden Traction                         | 4 juin 1901                                              |                            |                             | non construit              |            | droits échus, dissolution |
| Middleton Street Railway                             | 12 février 1894, Middleton                               |                            | Électrique                  | 19,1 km                    | 1 435 mm   | 28.11.1904, rachetée par la Consolidated Railway Company                                                                                  |
| Milford Street Railway                               | 13 juin 1895 & 12 décembre 1896, Milford                 |                            | Électrique                  | 22,4 km                    | 1 435 mm   | 10.01.1901, rachetée par la Connecticut Railway & Lighning Company                                                                        |
| Moodus, Marlborough & Glastonbury Street Railway     | 23 juin 1893                                             |                            |                             | ? km                       |            | droits échus, dissolution |
| Montville Horse Rail Road                            | 24 mai 1889                                              |                            | Hippomobile                 | ? km                       |            | 6.07.1895, devient le Montville Street Railway                                                                                            |
| Montville Street Railway                             | 6 juin 1895, Norwich                                     |                            | Électrique                  | 18,8 km                    | 1 435 mm   | 29.09.1904, acquise par la Consolidated Railway Company                                                                                   |
| Mountain View Street Railway                         | 22 avril 1897, North Haven                               |                            |                             | non construit              |            | droits échus, dissolution |
| Mystic Horse Rail Road                               | 15 juillet 1870                                          |                            | Hippomobile                 | ? km                       |            | |
| Mystic Street Railway                                | 21 juin 1893                                             |                            |                             | ? km                       |            | droits échus, dissolution |
| Naugatuck & Waterbury Tramway                        | 12 juin 1889                                             |                            | Électrique                  | ? km                       |            | droits échus, dissolution |
| New Britain Tramway                                  | 24.02.1886, New Britain                                  |                            | Électrique                  | 7,2 km                     | 1 435 mm   | 15.06.1893, devient Central Railway & Electric                                                                                            |
| New Haven & Allingtown Horse Rail Road               | 23 juillet 1872, New Haven                               |                            | Hippomobile                 | ? km                       |            | droits échus, dissolution |
| New Haven & Centerville Horse Rail Road              | 22 juin 1865, New Haven                                  |                            | Hippomobile                 | 4,0 km                     | 1 435 mm   | 30.06.1893, New Haven & Centerville Street Railway                                                                                        |
| New Haven & Centerville Street Railway               | 30 juin 1893, New Haven                                  |                            | Électrique                  | 18,1 km                    |            | 31.10.1898, incorporée à la Fair Haven & Westville Railroad Company - 18.05.1904, acquise par la Consolidated Railway Company             |
| New Haven, Hamden & North Haven Horse Rail Road      | 24 juillet 1872, New Haven                               |                            | Hippomobile                 | ? km                       |            | droits échus, dissolution |
| New Haven & Morris Cove Rail Road                    | 26 avril 1889, New Haven                                 |                            | Électrique                  | ? km                       |            | |
| New Haven & Mount Carmel Horse Rail Road             | 23 juillet 1874, New Haven                               |                            | Hippomobile                 | ? km                       |            | droits échus, dissolution |
| New Haven & North Haven Street Railway               | 23 juin 1893, New Haven                                  |                            |                             | ? km                       |            | |
| New Haven Street Railway                             | 21 juin 1893, New Haven                                  |                            | Électrique                  | 43,1 km                    | 1 435 mm   | 31.10.1898, incorporée à la Fair Haven & Westville Railroad Company - 18.05.1904, acquise par la Consolidated Railway Company             |
| New Haven & West Haven Horse Rail Road               | 20 juillet 1865, West Haven                              |                            | Hippomobile                 | 11,6 km                    | 1 435 mm   | 5.06.1889, absorbé par le Winchester Avenue Railroad - 18.05.1904, acquise par la Consolidated Railway Company                            |
| Newington Tramway                                    | 30 juin 1893 & 27 juin 1895                              |                            | Électrique                  |                            |            | 1897, vendue au Hartford Street Railway et au Central Railway & Lighting                                                                  |
| New London & East Lyme Street Railway                | 7 février 1903                                           |                            | Électrique                  | 17,8 km                    |            | |
| New London Horse Rail Road                           | 7 juin 1873 & 24 mars 1886, New London                   |                            | Hippomobile                 | 11,2 km                    | 1 435 mm   | 29.06.1893, New London Street Railway |
| New London Street Railway                            | 29 juin 1893, New London                                 |                            | Électrique                  | 13,0 km                    | 1 435 mm   | 22.10.1904, rachetée par la Consolidated Railway Company                                                                                  |
| New Milford & Lake Waranaug Railway                  | 14 juin 1893                                             |                            |                             | ? km                       |            | droits échus, dissolution |
| Norwalk, Bridgeport & Bethel Traction                | 4 juin 1901                                              |                            |                             | non construit              |            | droits échus, dissolution |
| Norwalk Horse Railroad                               | 28 juin 1862, Norwalk                                    |                            | Hippomobile                 | 2,8 km                     | 1 435 mm   | 19.06.1895, devient Norwalk Street Railway                                                                                                |
| Norwalk Street Railway                               | 19 juin 1895, Norwalk                                    |                            | Électrique                  | 12,0 km                    | 1 435 mm   | 10.01.1901, rachetée par la Connecticut Railway & Lighning Company                                                                        |
| Norwalk Tramway                                      | 6 mai 1889, South Norwalk                                |                            | Électrique                  | 28,1 km                    |            | 10.01.1901, rachetée par la Connecticut Railway & Lighning Company                                                                        |
| Norwich Horse Railroad                               | 16 juin 1864, Norwich                                    |                            | Hippomobile                 | ? km                       | 1 435 mm   | 19.04.1882, devient Norwich Street Railway                                                                                                |
| Norwich Street Railway                               | 19 avril 1882, Boston, MA                                |                            | Hippomobile puis Électrique | 28,4 km                    | 1 435 mm   | 29.09.1904, rachetée par la Consolidated Railway Company                                                                                  |
| People's Tramway Company                             | 30 juin 1893 & 6 avril 1898, Dayville                    |                            | Électrique                  | 26,3 km                    | 1 435 mm   | 30.09.1902, vendue au Worcester & Connecticut Eastern Railway - 18.05.1904, acquise par la Consolidated Railway Company                   |
| Portchester & Glenville Tramway                      | 21 juin 1893                                             |                            |                             | ? km                       |            | droits échus, dissolution |
| Portland Street Railway                              | 23 juin 1893                                             |                            | Électrique                  | 4,5 km                     |            | 31.01.1898, vendue au Middletown Street Railway                                                                                           |
| Providence & Danielson Railway                       | 7 juillet 1893                                           |                            | Électrique                  | 4,0 km dans le connecticut |            | 31.01.1898, vendue au Middletown Street Railway                                                                                           |
| Putnam & Thompson Street Railway                     | 14 juin 1893, Putnam                                     |                            | Électrique                  | ? km                       |            | 30 septembre 1902, vendue au Worcester & Connecticut Eastern Railway - 18.05.1904, acquise par la Consolidated Railway Company            |
| Quinebaug Valley Traction                            | 30 juin 1893, Plainfield                                 |                            |                             | ? km                       |            | droits échus, dissolution |
| Rocky Hill & Wethersfield Horse Rail Road            | 24 juin 1864                                             |                            |                             | ? km                       |            | droits échus, dissolution |
| Rockville, Broad Brook & East Windsor Street Railway | 14.06.1901                                               |                            | Électrique                  | ? km                       | 1 435 mm   | 20.07.1906, racheté par le Hartford & Springfield Street Railway                                                                          |
| Rockville & Ellington Street Railway                 | 30 juin 1893                                             |                            |                             | ? km                       |            | 31.03.1897, devient la Rockville Gas & Electric Company                                                                                   |
| Rockville Gas & Electric Company                     | 31 mars 1897                                             |                            |                             |                            |            | |
| Rockville, Stafford & Southbridge Tramway            | 30 juin 1893                                             |                            |                             | ? km                       |            | 04.1897, devient le Hartford, Stafford & Worcester Electric Railway                                                                       |
| Shelton Street Railway                               | 21 juin 1893, Shelton                                    |                            | Électrique                  | 18,8 km                    | 1 435 mm   | 10.01.1901, rachetée par la Connecticut Railway & Lighning Company                                                                        |
| Somers & Enfield Electric Railway                    | 20.06.1899 & 21 mai 1901                                 |                            | Électrique                  | 12,7 km                    |            | exploité par le Hartford & Springfield Street Railway et rachetée le 1.04.1904                                                            |
| Southington & Plantsville Tramway                    | 16 avril 1887, Southington                               |                            | Électrique                  | 2,4 km                     | 1 435 mm   | 6.04.1898, suppression du service - 1.04.1901, rachat de la concession par la Connecticut Railway & Lightning                             |
| South Manchester Light, Power & Tramway              | 14 juin 1893, South Manchester                           |                            | Électrique                  | 1,27 km                    | 1 435 mm   | loué au Hartford, Manchester & Rockville Tramway le 1er août 1894                                                                         |
| Springfield & Southwestern Street Railway            | 2 avril 1897                                             |                            |                             | non construit              |            | droits échus, dissolution |
| Stafford Springs Street Railway                      | 4 juin 1901                                              |                            |                             | non construit              |            | droits échus, dissolution |
| Stamford Horse Rail Road                             | 6 juillet 1870 & 24 février 1886, New Haven              |                            | Hippomobile                 | ? km                       | 1 435 mm   | 29.05.1889, devient Stamford Street Railroad                                                                                              |
| Stamford Street Railroad                             | 29 mai 1889, Stamford                                    |                            | Électrique                  | 30,2 km                    | 1 435 mm   | 19.09.1905, rachetée par la Consolidated Railway Company                                                                                  |
| State Street Horse Rail Road                         | 26 juillet 1868, New Haven                               |                            | Hippomobile                 | ? km                       | 1 435 mm   | |
| Stonington Borough Street Railway                    | 21 juin 1893                                             |                            |                             | ? km                       |            | droits échus, dissolution |
| Suffield & East Granby Street Railway                | 13 avril 1897                                            |                            |                             | non construit              |            | droits échus, dissolution |
| Suffield Street Railway                              | 13 juin 1901 (C,O)                                       |                            | Électrique                  | 7,8 km                     |            | 19.09.1905, vendu à la Consolidated Railway Company                                                                                       |
| Thomaston & Watertown Electric Railway               | 30 avril 1901(C)                                         |                            |                             | non construit              |            | droits échus, dissolution |
| Thompson Tramway                                     | 30.04.1901(C), Bristol                                   |                            | Électrique                  | 12,7 km                    |            | 18.05.1904, acquise par la Consolidated Railway Company                                                                                   |
| Torrington & Winchester Street Railroad              | 1.03.1897 & 30 avril 1901                                |                            | Électrique                  | 20,4 km                    |            | 30.09.1902, vendue au Worcester & Connecticut Eastern Railway                                                                             |
| Waterbury Horse Rail Road                            | 18 mars 1884 & janvier 1886, Waterbury                   |                            | Hippomobile                 | ? km                       | 1 435 mm   | 14.06.1893, devient Waterbury Traction |
| Waterbury Traction                                   | 14 juin 1893, Waterbury                                  |                            | Hippomobile puis Électrique | 19,6 km                    | 1 435 mm   | Juin 1899, incorporée à la Connecticut Lightning & Power Company                                                                          |
| Watertown & Litchfield Tramway                       | 25 mai 1897                                              |                            |                             | non construit              |            | droits échus, dissolution |
| Westerly & Jewett City Rail Road                     | avril 1897                                               |                            |                             | non construit              |            | droits échus, dissolution |
| Westport & Saugatuck Horse Rail Road                 | 8 juin 1876, Westport                                    |                            | Hippomobile                 | 8,7 km                     | 1 435 mm   | 6 juillet 1895, devient le Westport & Saugatuck Street Railway                                                                            |
| Westport & Saugatuck Street Railway                  | 6 juillet 1895, Westport                                 |                            | Électrique                  | 8,7 km                     | 1 435 mm   | 1.04.1901, racheté par la Connecticut Railway & Lightning                                                                                 |
| West Shore Railway                                   | 30 juin 1893, New haven                                  | Orange, New Haven, Milford | Électrique                  | 6,2 km                     | 1 435 mm   | 1896, loué au Winchester Avenue Railroad                                                                                                  |
| West Side Street Railway                             | 21 juin 1893, Stonington                                 |                            |                             | ? km                       |            | droits échus, dissolution |
| Whitney Avenue Horse Railway                         | 1881, New Haven                                          |                            | Hippomobile                 | 3,6 km                     | 1 435 mm   | 1887, State Street Horse Railroad |
| Willimantic & Southbridge Street Railway             | 17 juillet 1901(C)                                       |                            |                             | non construit              |            | droits échus, dissolution |
| Willimantic Street Railway                           | 14 juin 1901(C,O)                                        |                            |                             | ? km                       |            | |
| Willimantic Traction                                 | 14 juin 1901                                             |                            | Électrique                  | 18,5 km                    |            | 6.12.1905, vendu à la Consolidated Railway Company                                                                                        |
| Winchester Avenue Railroad                           | 5 juin 1889, New Haven                                   |                            | Électrique                  | 48,5 km                    | 1 435 mm   | 20.05.1904, rachetée par la Consolidated Railway Company                                                                                  |
| Windsor Locks & Rainbow Street Railway               | 17 juillet 1901(C)                                       |                            |                             | non construit              |            | droits échus, dissolution |
| Windsor Locks Traction Company                       | 1er septembre 1904                                       |                            |                             | ? km                       |            | 1.09.1904, rachetée par le Hartford & Springfield Street Railway                                                                          |
| Windsor & Suffield Tramway                           | 21 juin 1893                                             | Suffield à Windsor Locks   | Électrique                  | ? km                       |            | droits échus, dissolution |
| Winsted Street Railway                               | 30 juin 1893                                             |                            |                             | ? km                       |            | droits échus, dissolution |
| Woodbridge Railway                                   | 11 juin 1897                                             |                            |                             | non construit              |            | droits échus, dissolution |
| Woodbury & Southbury Electric Railway                | 14 juin 1893                                             |                            |                             | ? km                       |            | droits échus, dissolution |
| Worcester & Connecticut Eastern Railway              | 31 août 1901                                             |                            | Électrique                  | 50,6 km                    | 1 435 mm   | 18.05.1904, acquise par la Consolidated Railway Company                                                                                   |

## Delaware
| Compagnie                            | Constitution Siège | Consistance du réseau | Type de Traction | Kilométrage | Écartement | Notes (fusion, absorption, etc.)  |
| ------------------------------------ | ------------------ | --------------------- | ---------------- | ----------- | ---------- | --------------------------------- |
| Cherry Hill, Elkton Electric Railway | ?, Wilmington      |                       | Électrique       | ? km        | ?          | 1905, Delaware Interurban Railway |
| Wilmington Street Railway            | ?, Wilmington      |                       |                  | km          | ?          |                                   |

## Pennsylvanie
| Compagnie                                             | Constitution Siège            | Consistance du réseau                    | Type de Traction                   | Kilométrage            | Écartement      | Notes (fusion, absorption, etc.)                                                                                    |
| ----------------------------------------------------- | ----------------------------- | ---------------------------------------- | ---------------------------------- | ---------------------- | --------------- | --- |
| Abington Street Railway                               |                               |                                          |                                    | non construit          |                 | |
| Adamstown & Mohnsville Electric Railway               | 1904, Reading                 | Adamstown - Mohnsville                   | Électrique                         | 13,6 km                |                 | 1930, Reading Street Railway                                                                                        |
| Airville & Delta Street Railway                       |                               |                                          |                                    | non construit          |                 | |
| Akron, Brownstown & Lancaster Street Railway          |                               |                                          |                                    | non construit          |                 | |
| Alfarata Electric Railway                             |                               |                                          |                                    | non construit          |                 | |
| Allegheny & Bellevue Street Railway                   | ?, Pittsburgh                 |                                          |                                    |                        | 1 581 mm        | 1896, North Side Traction                                                                                           |
| Allegheny, Bellevue & Perrysville Railway             | 1905, Pittsburgh              |                                          | Électrique                         | 26,7 km                | 1 581 mm        | 1905, United Traction                                                                                               |
| Allegheny, Evergreen & Millvale Street Railway        | 1904, Pittsburgh              |                                          | Électrique                         | 2,2 km                 | 1 581 mm        | 1906, Pittsburgh Railways                                                                                           |
| Allegheny & Hilltop Street Railway                    |                               |                                          |                                    | non construit          |                 | |
| Allegheny & Kishkeminister Electric Railway           |                               |                                          |                                    | non construit          |                 | |
| Allegheny & Midvale Street Railway                    |                               |                                          |                                    | non construit          |                 | |
| Allegheny & Perrysville Street Railway                |                               |                                          |                                    | non construit          |                 | |
| Allegheny & Pittsburgh Elevated                       |                               |                                          |                                    | non construit          |                 | |
| Allegheny Street Railway                              | ?, Pittsburgh                 |                                          |                                    |                        | 1 581 mm        | 1896, North Side Traction                                                                                           |
| Allegheny Traction                                    | 1889, Pittsburgh              |                                          |                                    | 29,7 km                | 1 581 mm        | 1896, Fort Pitt Traction                                                                                            |
| Allegheny Valley Street Railway                       | 29.01.1906, Pittsburgh        | Aspinwall - Natrona et embr.             | Électrique                         | 32,5 km                | 1 581 mm        | 1912, West Penn Railways                                                                                            |
| Allegheny & Westmoreland Street Railway               |                               |                                          |                                    | non construit          |                 | |
| Allen Street Railway                                  | 26.06.1906, Bethlehem         | Nazareth - Bath                          | Électrique                         | 8,3 km                 | 1 435 mm        | 1930, Allentown & Reading Traction (après suppression)                                                              |
| Allenport & Roscoe Electric Street Railway            | 1903, Pittsburgh              |                                          | Électrique                         | 5,0 km                 | 1 581 mm        | 1903, Pittsburgh Railways                                                                                           |
| Allentown & Bethlehem Rapid Transit                   | 1891, Allentown               |                                          | Électrique                         | 37,5 km                | 1 435 mm        | 1893, Allentown & Lehigh Valley Traction                                                                            |
| Allentown & Coopersburg Street Railway                | 1899, Allentown               | Allentown - Coopersburg                  | Électrique                         |                        | 1 435 mm        | 1901, Philadelphia & Lehigh Valley Traction                                                                         |
| Allentown & Emaüs Street Railway                      | 1897, Allentown               |                                          | Électrique                         |                        | 1 435 mm        | 1899, Lehigh Valley Traction                                                                                        |
| Allentown & Kutztown Traction                         | 27.02.1895, Allentown         | Allentown - Kutztown                     | Électrique                         | 33,4 km                | 1 435 mm        | 10.07.1902, Allentown & Reading Traction (fusion)                                                                   |
| Allentown & Reading Traction                          | 10.07.1902, Allentown         | Allentown - Reading                      | Électrique                         | 64,3 km                | 1435 & 1 581 mm | 27.03.1936, suppression des tramways                                                                                |
| Bangor, East Bangor & Portland Traction               | 1901, East bangor             | Bangor - East Bangor                     | Électrique                         | 4,3 km                 | 1 435 mm        | 1902, réorganisée sous le nom de Bangor & East Bangor Street Railway                                                |
| Bangor & East Bangor Street Railway                   | 1902, East bangor             | Bangor - East Bangor                     | Électrique                         | 4,3 km                 | 1 435 mm        | 26.05.1904, fusion                                                                                                  |
| Bangor & Nazareth Transit                             | 1925, Pen Argyl               | Bangor - Nazareth                        | Électrique                         | 26,4 km                | 1 435 mm        | 1929, cie vendue et suppression                                                                                     |
| Bangor & Portland Traction                            | 26.05.1904, East bangor       | Bangor - Portland                        | Électrique                         | 13,7 km                | 1 435 mm        | 1.01.1916, propriété de la Northampton Traction Company, 1923, réorganisée sous le nom de Bangor & Portland Transit |
| Bangor & Portland Transit                             | 1923, Bangor                  | Bangor - Portland                        | Électrique                         | 13,7 km                | 1 435 mm        | 20.03.1926, suppression                                                                                             |
| Carbon County Electric Railway                        | 4.02.1892, Philadelphia       | Mauch Chunk                              | Électrique                         | 6,4 km                 | 1 581 mm        | 27.03.1901, fusion                                                                                                  |
| Carbon Street Railway                                 | 18.10.1904, Mauch Chunk       | Mauch Chunk                              | Électrique                         | 19,9 km                | 1 581 mm        | 16.05.1908, saisie                                                                                                  |
| Carbon Transit                                        | 27.07.1908, Mauch Chunk       | Mauch Chunk                              | Électrique                         | 19,9 km                | 1 581 mm        | 13.03.1919, vendue après saisie                                                                                     |
| Centre & West End Passenger Railway                   | 19.04.1892, Williamsport      | 5th street in Williamsport               | Électrique                         | non construit          | 1 435 mm        | 15.05.1894, fusionne > Vallamont Traction                                                                           |
| Citizens' Passenger Railway                           | 31.03.1892, Williamsport      | Williamsport                             | Électrique                         | ?                      | 1 435 mm        | 15.05.1894, fusionne > Vallamont Traction                                                                           |
| Doylestown & Easton Street Railway                    | 3.02.1897, Doleystown         | (Easton) - Doylestown                    | Électrique                         | 16,6 km                | 1 581 mm        | Janvier 1903, Philadelphia & Easton                                                                                 |
| East Bangor, Portland & Delaware River Street Railway | 16.02.1902, East bangor       | East Bangor - Portland                   | Électrique                         | 9,4 km                 | 1 435 mm        | 26.05.1904, fusion                                                                                                  |
| East End Passenger Railway                            | 11.06.1892, Williamsport      | Boucle à East End, Williamsport          | Électrique                         | 4,0 km                 | 1 435 mm        | 1894, exploité par Williamsport Passenger Railway, 1926, fusion                                                     |
| Easton & Nazareth Street Railway                      | 1900, Easton                  | Easton - Nazareth                        | Électrique                         | 16,0 km                | 1 435 mm        | 13.10.1902, (fusion) Northampton Traction                                                                           |
| Easton, Tatamy & Bangor Street Railway                | 1.12.1900,                    | Easton - Bangor (construction)           | Électrique                         |                        | 1 435 mm        | 13.10.1902, (fusion) Northampton Traction                                                                           |
| Edgewood & Sulfur Springs Passenger Railway           | 1895                          | South Williamsport - Sulphur Springs     | Électrique                         | (2,5 km) non construit |                 | |
| Jersey Shore & Antes Fort Electric Railroad           | 18.05.1904, Jersey Shore      | Jersey Shore - Nippono Park              | Électrique                         | 7,2 km                 | 1 435 mm        | 16.05.1925, suppression des tramways                                                                                |
| Jersey Shore Electric Street Railway                  | 4.04.1901, Jersey Shore       | Jersey Shore - Avis                      | Électrique                         | 8,2 km                 | 1 435 mm        | 20.05.1930, suppression des tramways                                                                                |
| Junction Passenger Railway                            | 8.04.1892, Williamsport       |                                          | Électrique                         | ?                      | 1 435 mm        | 15.05.1894, fusion Vallamont Traction                                                                               |
| Kutztown & Fleetwood Street Railway                   | 18.04.1901, Allentown         | Kutztown - Reading                       | Électrique                         | 22,5 km                | 1 581 mm        | 16.10.1902, Allentown & Reading Traction (fusion)                                                                   |
| Lock Haven Electric Railway                           | 14.04.1894, Lock Haven        | Lock Haven                               | Électrique                         |                        | 1 435 mm        | 30.05.1900, Susquehanna Traction Company                                                                            |
| Lock Haven Traction                                   | 25.03.1895, Lock Haven        | extensions à Lock Haven                  | Électrique                         |                        | 1 435 mm        | 1.04.1895, Loué à Lock Haven Electric Railway, 30.05.1900, Susquehanna Traction Company                             |
| Mauch Chunk & Lehington Transit                       | 1919, Mauch Chunk             | Mauch Chunk                              | Électrique                         | 18,0 km                | 1 581 mm        | 30.06.1925, vendue                                                                                                  |
| Mauch Chunk, Lehighton & Slatington Street Railway    | 27.03.1901,Mauch Chunk        | Mauch Chunk                              | Électrique                         | 19,9 km                | 1 581 mm        | 12.04.1904, vendue après saisie                                                                                     |
| Mauch Chunk Transit                                   | 1.07.1925, Mauch Chunk        | Mauch Chunk                              | Électrique                         | ? km                   | 1 581 mm        | 28.11.1931, suppression du réseau                                                                                   |
| Montoursville Passenger Railway                       | 28.06.1897, Montoursville     | Montousville - Williamsport              | Électrique                         | 8,8 km                 | 1 435 mm        | 7.08.1924, suppression                                                                                              |
| Muncy & Huguesville Electric Railway                  | 1905, Muncy                   | Muncy - Huguesville                      | Électrique                         | non construit          | ?               | |
| Muncy Valley Street Railway                           | 9.04.1895, Muncy              | Muncy - Eagle Mere                       | Électrique                         | non construit          | ?               | Vers 1900, dissolution                                                                                              |
| Northampton Traction                                  | 13.10.1902, Easton            | Easton - Bangor & Nazareth               | Électrique                         | 34,6 km                | 1 435 mm        | Janvier 1922, (vendue) Northampton Transit                                                                          |
| Northampton Transit                                   | janvier 1922, Easton          | Easton - Bangor & Nazareth               | Électrique                         | 34,6 km                | 1 435 mm        | 28.02.1933, suppression                                                                                             |
| Philadelphia & Easton Electric Railway                | août 1907, Doylestown         | Easton - Doylestown                      | Électrique                         | 50,3 km                | 1 581 mm        | 1er août 1921, Philadelphia & Easton Transit                                                                        |
| Philadelphia & Easton Railway                         | janvier 1903, Doylestown      | Easton - Doylestown                      | Électrique                         | 50,3 km                | 1 581 mm        | 26.09.1905, séquestre - août 1907, Philadelphia & Easton Electric Railway                                           |
| Philadelphia & Easton Transit                         | 1er août 1921, Philadelphia   | Easton - Doylestown                      | Électrique                         | 50,3 km                | 1 581 mm        | 25 novembre 1926, suppression                                                                                       |
| Renovo & Gleasontown Street Railway                   | 1910, Renovo                  | Renovo - North Bend                      | Électrique                         | (5,0 km) non construit |                 | |
| Slate Belt Electric Railway                           | 14.02.1899, Bangor            | Bangor - Wind Gap                        | Électrique                         | non construit          |                 | 4.04.1900, concession révoquée                                                                                      |
| Slate Belt Electric Railway                           | 1.05.1900, Pen Argyl          | Bangor - Nazareth                        | Électrique                         | 26,4 km                | 1 435 mm        | 1921, Slate Belt Transit                                                                                            |
| Slate Belt Transit                                    | 1921, Pen Argyl               | Bangor - Nazareth                        | Électrique                         | 26,4 km                | 1 435 mm        | 1925, Bangor & Nazareth Transit                                                                                     |
| Slatington and Palmerton Street Railway               | 11.12.1900, Mauch Chunk       | Mauch Chunk                              | Électrique                         | ? km                   | 1 581 mm        | 27.03.1901, fusion                                                                                                  |
| South Side Passenger Railway                          | 31.03.1892, Williamsport      |                                          | Électrique                         | 2,9 km                 | 1 435 mm        | 1894, exploité par Williamsport Passenger Railway, 1926, fusion                                                     |
| Susquehanna Traction                                  | 8.05.1900, Lock Haven         | Lock Haven                               | Électrique                         |                        | 1 435 mm        | 00.07.1930, abandon des tramways                                                                                    |
| Sylvan Dell Park Passenger Street Railway             | 3.05.1910, South Williamsport | South Williamsport - Sylvan Dell Park    | Électrique                         | (5,5 km) non construit |                 | |
| Vallamont Passenger Railway                           | 31.03.1892, Williamsport      |                                          | Électrique                         | 4,2 km                 | 1 435 mm        | 15.05.1894, fusion Vallamont Traction                                                                               |
| Vallamont Traction                                    | 15.05.1894, Williamsport      |                                          | Électrique                         | 5,8 km                 | 1 435 mm        | 1894, exploité par Williamsport Passenger Railway, 1926, fusion                                                     |
| Williamsport & Lock Haven Traction                    | 17.05.1901, Williamsport      | Williamsport - Jersey Shore - Lock Haven | Électrique                         | non construit          |                 | |
| Williamsport Passenger Railway                        | 15.04.1863, Williamsport      |                                          | Hippomobile puis Électrique (1891) | 13,2 km                | 1 435 mm        | 1926, fusion, devient Williamsport Traction                                                                         |
| Williamsport Traction                                 | 1926, Williamsport            |                                          | Électrique                         | ?                      | 1 435 mm        | 11.06.1933, suppression des tramways                                                                                |
| Wind Gap & Nazareth Street Railway                    | 14.02.1899, Bangor            | Nazareth - Wind Gap                      | Électrique                         | non construit          |                 | 4.04.1900, concession révoquée                                                                                      |
| Youngsville & Sugar Grove Street Railway              | 1902, Shefield                |                                          | Électrique                         | 17,7 km                |                 | |
| Zeleniope Street Railway                              |                               |                                          | non construit                      |                        |                 | |

## Virginie-Occidentale
| Compagnie                             | Constitution Siège | Consistance du réseau | Type de Traction | Kilométrage | Écartement | Notes (fusion, absorption, etc.)        |
| ------------------------------------- | ------------------ | --------------------- | ---------------- | ----------- | ---------- | --------------------------------------- |
| Ashland & Catlettsburg Street Railway |                    |                       | Électrique       | ? km        | ?          | 1901, fusion Camden Insterstate Railway |
| Wheeling & Western Railway            | 1902, Wheeling     |                       | Électrique       | 4,8 km      |            | 1902, fusion Wheeling Traction          |

## Wisconsin
| Compagnie                                       | Constitution Siège | Consistance du réseau                                                 | Type de Traction                 | Kilométrage | Écartement | Notes (fusion, absorption, etc.)                                           |
| ----------------------------------------------- | ------------------ | --------------------------------------------------------------------- | -------------------------------- | ----------- | ---------- | -------------------------------------------------------------------------- |
| Appleton Edison Electric Company                | 1890, Appleton     | ligne urbaine d'Appleton                                              | Électrique                       | 5,6 km      | 1 435 mm   | en faillite, vendue à la Appleton Electric, Light & Power en 1896          |
| Appleton Electric, Light & Power Company        | 1896, Appleton     | ligne urbaine d'Appleton                                              | Électrique                       | 5,6 km      | 1 435 mm   | rachetée par le Fox River Valley Electric Railway                          |
| Appleton Electric Street Railway                | 1886, Appleton     | ligne urbaine d'Appleton                                              | Électrique (système Van DePoele) | 5,6 km      | 1 435 mm   | vendue à la Edison Light Company en 1890                                   |
| Bay Shore Street Railway                        | 1908, Green Bay    | ligne saisonnière menant de Main Street, Green Bay à Bay Beach        | Électrique                       | 2,5 km      | 1 435 mm   |                                                                            |
| Fort Howard Electric Railway                    | 1893, Fort Howard  | ligne de Broadway, Fort Howard                                        | Électrique                       | 4,8 km      | 1 435 mm   | loué à partir de 1897 au Fox River Electric Raylway                        |
| Fox River Electric Railway                      | 1894, Green Bay    | lignes urbaines de Green Bay                                          | Électrique                       | 23,3 km     | 1 435 mm   | 1899, devient Fox River Electric Railway & Power                           |
| Fox River Electric Railway & Power              | 1899, Green Bay    | lignes urbaines de Green Bay                                          | Électrique                       | 25,7 km     | 1 435 mm   | 1905, fusion avec Knox Construction Company pour former Green Bay Traction |
| Fox River Valley Electric Railway               | 1894, Appleton     | interurbain Appleton - Menasha                                        | Électrique                       | 14,5 km     | 1 435 mm   | 1900, devient Wisconsin Traction, Light, Heat & Power                      |
| Green Bay Traction                              | 1905, Green Bay    | lignes urbaines de Green Bay et interurbain Green Bay - Kaukana       | Électrique                       | 69,2 km     | 1 435 mm   | 1911, fusion (Wisconsin Public Service Co.)                                |
| Menasha & Neenah Street Railway                 | 1886, Neenah       | ligne urbaine de Neenah                                               | Hippomobile                      | 6,4 km      | 1 435 mm   | 1898, tracé repris par l'interurbain Appleton - Neenah                     |
| Wisconsin-Michigan Power Company                | 1927, Appleton     | lignes urbaines d'Appleton et interurbain Appleton - Kaukana & Neenah | Électrique                       | 32,2 km     | 1 435 mm   | 6.04.1930, suppression des tramways.                                       |
| Wisconsin Public Service Co.                    | 1911, Green Bay    | lignes urbaines de Green Bay et interurbain Green Bay - Kaukana       | Électrique                       | 69,2 km     | 1 435 mm   | 17.11.1937, suppression des tramways.                                      |
| Wisconsin Traction, Light, Heat & Power Company | 1900, Appleton     | lignes urbaines d'Appleton et interurbain Appleton - Kaukana & Neenah | Électrique                       | 32,2 km     | 1 435 mm   | 1927, fusion (Wisconsin-Michigan Power Company).                           |

## Wyoming
| Compagnie                | Constitution Siège | Consistance du réseau | Type de Traction | Kilométrage | Écartement | Notes (fusion, absorption, etc.) |
| ------------------------ | ------------------ | --------------------- | ---------------- | ----------- | ---------- | -------------------------------- |
| Cheyenne Street Railway  | ?, Cheyenne        |                       | Électrique       | 7,2 km      | ?          |                                  |
| Citizens Street Railway  | 1887, Cheyenne     |                       |                  |             | ?          |                                  |
| Sheridan Railway         | 1924, Sheridan     |                       | Électrique       | ? km        | ?          |                                  |
| Sheridan Railway & Light | 1913, Sheridan     |                       | Électrique       | ? km        | ?          |                                  |